# Upplands runinskrifter 41
Upplands runinskrifter 41 är en vikingatida runristning på en berghäll i Kumla, Skå socken och Ekerö kommun. Ristningens höjd är 1,61 meter och dess bredd 1,10 meter. Ytan är slät och jämn och ristningen är tydlig och väl bevarad. Runhöjden är 9-10 centimeter. Runristningen är belägen i södra delen av ett gravfält, strax norr om åkerkanten. Ristningen är signerad av Ärnfast.

## Inskriften
Translitterering av runraden:
: forkuþr : auk : fuluki : litu : rista : runa : iftir · hiluka : faþur · isin : kristr hialbin · irinfastr risti ·
Normalisering till runsvenska:
Forkuðr ok Fullhugi letu rista runaʀ æftiʀ Illhuga, faður sinn. Kristr hialpin. Ærinfastr risti.
Översättning till nusvenska:
Forkunn och Fulluge läto rista runorna efter Illuge, sin fader. Krist hjälpe. Ärenfast ristade.